# Tournecoupe
Tournecoupe är en kommun i departementet Gers i regionen Occitanien i sydvästra Frankrike. Kommunen ligger i kantonen Saint-Clar som tillhör arrondissementet Condom. År 2022 hade Tournecoupe 262 invånare.

## Befolkningsutveckling
Antalet invånare i kommunen Tournecoupe
Referens:INSEE